# Walter Schreiber
Pour les articles homonymes, voir Schreiber.
Walter Paul Emil Schreiber (21 mars 1893-5 septembre 1970) est un général major allemand, membre du service médical de la Wehrmacht. Il expérimente sur des prisonniers le gaz-gangrène, le virus du typhus, certaines drogues, l'eau glacée et les chambres de basse pression.

## Biographie
En 1914, il s'engage dans le service militaire et est déployé en France pendant la Première Guerre mondiale avec le 42e régiment d'infanterie.
Schreiber est condamné à six ans de prison par un tribunal militaire américain, le 2 avril 1949, mais pas pour atrocités contre les Juifs. Il est libéré avant la fin de sa peine, en décembre 1950. Il obtient un contrat de 180 jours avec l'école d'aviation militaire médicale de la base Randolph à San Antonio, au Texas. Il est congédié à l'expiration du contrat par le secrétaire d'État Thomas K. Finletter (en) en raison des accusations relatives aux expériences médicales portées contre lui par un groupe de médecins de Boston en 1952.
Il a travaillé en tant que médecin en chef pour la CIA dans le cadre de l'opération Paperclip dans le camp "Camp King" (ancien camp nazi "Dulag Luft" de prisonniers de guerres : pour les transits et les interrogatoires des pilotes alliés) entre 1946 et la fin des années 1950.